# Perinaldo
Perinaldo (Pȓeiṉaudu o Preinóud in ligure) è un comune italiano di 776 abitanti della provincia di Imperia in Liguria.

## Geografia fisica
Il centro di Perinaldo è ubicato lungo l'esile cresta collinare che si stacca a levante dal nodo dei monti Bignone (1299 m) e Caggio (1090 m), a cavallo tra le valli dei torrenti Verbone - a sud - e Merdanzo a nord.
Tra le vette del territorio perinaldese il colle Termini di Perinaldo (984 m), il colle Termine di Bajardo (950 m), il monte Mera (835 m), il monte Peiga (782 m).

## Storia

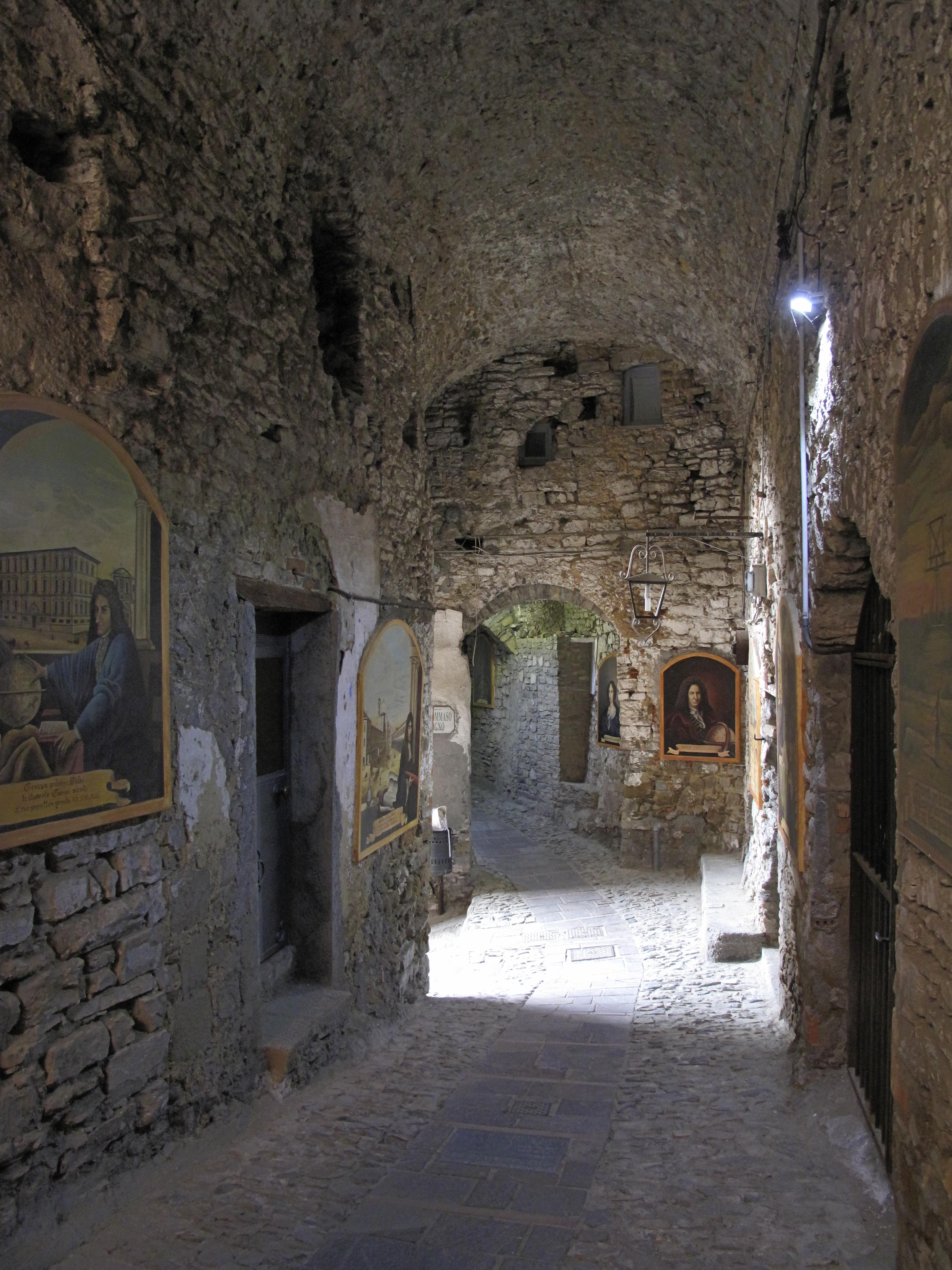
Scorcio del centro storico perinaldese

Secondo gli storici antichi, sorse intorno all'anno 1000 per volontà di Rinaldo della potente famiglia dei conti di Ventimiglia, dal quale derivò il nome. Infatti, il toponimo Perinaldo ha origine dalla parola Podium Rainaldi: letteralmente il "poggio di Rinaldo". La leggenda vuole che il locale castello abbia accolto i fuggitivi della vicina villa Gionco, che sotto attacco dei saraceni, venne data alle fiamme.
Il castello è già menzionato in una dichiarazione del 1164 da parte di Guidone Guerra, conte di Ventimiglia, che si impegna a proteggere la persona e i beni del vescovo di Nizza, offrendo in garanzia alcuni sudditi dei feudi di Sospello, Roccabruna, Perinaldo, e Pigna.
Nel 1220 il castello di Perinaldo si era già costituito in comune, eleggendo dei propri consoli in rappresentanza della comunità.
A seguito dell'indebolimento dei conti di Ventimiglia e del rafforzamento del potere di Genova nei territori del Ponente Ligure, il conte Oberto vendette nel 1228 i feudi di Perinaldo e Gionco al genovese Fulcone da Castello, che li tenne fino al 1251, anno in cui vennero di nuovo ceduti a Zaccaria de Castro.
I feudi perinaldesi rimasero nelle disponibilità della famiglia Zaccaria fino al 1288, anno in cui vennero acquistati dall'ammiraglio genovese Oberto Doria, che insieme ai territori di Dolceacqua, Apricale e Isolabona andarono a costituire il più antico nucleo della Signoria ghibellina dei Doria.
I Doria fecero del proprio dominio il centro di raccolta dei ghibellini genovesi, che si contrapposero con dure lotte ai guelfi di Monaco, capeggiati dalla famiglia Grimaldi. Tale rivalità si protrasse fino al 1491, anno in cui le due famiglie si allearono a seguito del matrimonio tra Luca Doria e Francesca Grimaldi di Monaco.
Ma la pace durò pochi anni, perché nel 1523 il figlio di Luca, Bartolomeo II Doria, con l'intento di creare un'unica grande signoria tra Dolceacqua e Monaco, uccise lo zio materno Luciano I di Monaco. A seguito del delitto, per sfuggire al bando dell'impero, il Doria fece solenne atto di vassallaggio al duca Carlo III di Savoia, ed è così che Perinaldo, insieme agli altri castelli, divenne dal 1524 un protettorato del ducato sabaudo.
Nel 1580 la comunità di Perinaldo, con l'approvazione di Giulio Doria, elaborò i nuovi statuti comunitari formati da 169 articoli, redatti in italiano, rappresentanti uno dei più completi e importanti documenti statutari di tutta la zona.
Nel 1625 i castelli dei Doria entrarono in guerra al fianco del duca di Savoia contro la Repubblica di Genova. Ma la politica incerta del Signore di Dolceacqua, il quale, pur dichiarandosi alleato del duca, favorì nella pratica l'avanzata dei Genovesi. Questa situazione portò all'occupazione da parte del duca dei possedimenti dorieschi, che si risolse solo nel 1652, anno in cui i feudatari dovettero giurare definitivamente obbedienza ai Savoia, vedendo così innalzato il proprio feudo a marchesato. A Perinaldo tale giuramento avvenne il 10 aprile, officiato nella piazza antistante la parrocchiale di San Nicola da Bari, alla presenza di tutti i capifamiglia del distretto.
Nel 1640 i frati dell'Ordine di San Francesco, si insediano nel paese costruendo un convento accanto alla chiesa di San Sebastiano: si deve a loro un'importante innovazione agraria, in quanto sostituirono la coltivazione dell'ulivo olivastro nell'attuale varietà taggiasca ancora in atto.
Nel 1672 lo scoppio tra Genova e Savoia di un nuovo conflitto interessò direttamente i castelli della signoria dei Doria. Il 28 agosto le milizie corse, che combatterono per la repubblica genovese, accerchiarono il castello di Perinaldo, e dopo una lunga resistenza, riuscirono ad abbattere le porte delle mura e ad entrare nell'abitato spargendo morte e terrore tra gli abitanti.
Amministrativamente il territorio perinaldese fu sottoposto alla provincia di Nizza (1723) e successivamente nella provincia di Sospello (1729) del Regno di Sardegna.
Occupato dalle truppe francesi nel 1793, all'anno successivo è attestato il passaggio da Perinaldo di Napoleone Bonaparte insieme al generale Andrea Massena, pernottando nel castello Maraldi e nel palazzo Allavena. A seguito di questa visita e in riferimento alla riorganizzazione territoriale della zona, Perinaldo viene eletto capoluogo di cantone al posto di Dolceacqua nel distretto di Mentone del Dipartimento delle Alpi Marittime.
Con il passaggio di questa parte di territorio ponentino nel Primo Impero francese nel 1805, Perinaldo passò nel distretto di Sanremo, sempre all'interno del medesimo dipartimento. La caduta di Napoleone Bonaparte (1814) e il successivo congresso di Vienna portò il passaggio del territorio nuovamente nel regno sabaudo, nella contea e poi divisione di Nizza. Facente parte del Regno d'Italia dal 1861, dal 1859 al 1926 il territorio fu compreso nel III mandamento di Dolceacqua del circondario di Sanremo facente parte della provincia di Nizza (poi provincia di Porto Maurizio e, dal 1923, di Imperia).
Dal 1973 al 30 aprile 2011 ha fatto parte della Comunità montana Intemelia.

### Simboli
Stemma
Gonfalone

Lo stemma e il gonfalone sono stati concessi con decreto del presidente della Repubblica del 6 ottobre 2003.

## Monumenti e luoghi d'interesse

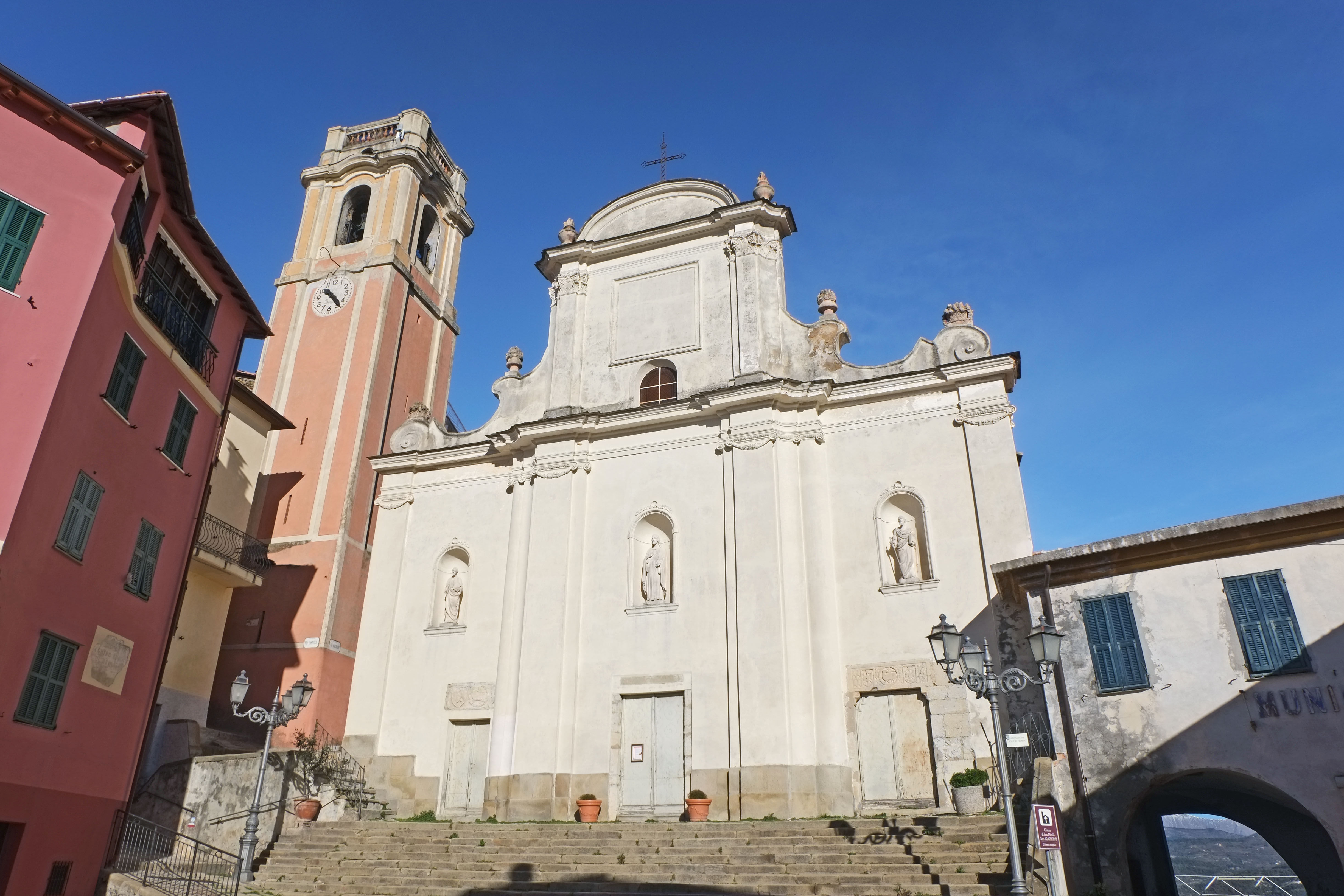
La chiesa di San Nicola nel centro storico perinaldese

### Architetture religiose
- Chiesa parrocchiale di San Nicola da Bari nel centro storico di Perinaldo. Costruita su un precedente edificio dell'XI secolo, è stata ampliata tra il 1465 e il 1480 e ancora nel 1660 rinnovata secondo il nuovo gusto barocco per opera dell'architetto Francesco Marvaldi. Tra le opere una tela attribuita alla mano di Bartolomeo Gennari e donata dall'astronomo Giovanni Domenico Cassini nel 1672.
- Oratorio di San Benedetto nel centro storico perinaldese. L'attuale chiesa è stata costruita nel 1580 per sostituire la vecchia sede, già presente nei primi anni del 1500, ritenuta troppo piccola ed angusta per contenere tutti i confratelli della Compagnia di San Benedetto. Il nuovo edificio venne eretto per volontà della comunità e su autorizzazione del feudatario Stefano Doria[21].
- Chiesa di Sant'Antonio nel centro storico perinaldese. La chiesa è stata costruita nel 1641 al tempo in cui i padri di San Francesco dei Minori Riformati della Provincia di Genova, ottennero il permesso di fondare un nuovo convento e ristrutturare la vecchia chiesa di San Sebastiano, presente già ad inizio Cinquecento. Conserva al suo interno diverse tele, tra cui una Natività attribuita a Bartolomeo Puppo e un San Sebastiano della scuola del Carrega. Nel pavimento sono ancora presenti delle lapidi sepolcrali appartenenti a famiglie locali[22].
- Chiesa di Santa Giusta, situata lungo la strada che corre alle falde del monte Caggio.
- Santuario di Nostra Signora della Visitazione. Costruito tra il 1602 e il 1612 sul poggio detto "de lo rei", poco lontano dai resti di un preesistente oratorio[23]. La tradizione popolare lo vuole "orientato sul meridiano" su proposta di Giovanni Domenico Cassini. In realtà non esiste ad oggi una documentazione che certifichi la data della sua costruzione, né tanto meno la partecipazione del Cassini. Inoltre il santuario attualmente non risulta orientato sul meridiano, ma se ne discosta di circa 6°30'. Il santuario viene anche chiamato della Madonna del Poggio dei Rei poiché, secondo la leggenda locale, chi confessava al parroco i propri peccati o misfatti, veniva mandato qui ad espiare le proprie colpe. Sempre secondo i racconti locali, il penitente doveva rimanere in ginocchio dal tramonto fino al mattino seguente sopra del granoturco sparso davanti alla porta. All'interno della chiesa è stata realizzata nel 2007 una grande meridiana a camera oscura. L'immagine solare entra nella chiesa da uno piccolo foro (foro stenopeico) di 15 mm di diametro e si proietta al mezzogiorno solare su una linea meridiana che attraversa tutta la chiesa. La meridiana della Visitazione è fra le più grandi esistenti e, al momento della sua costruzione, la più grande realizzata dalla fine dell'Ottocento.

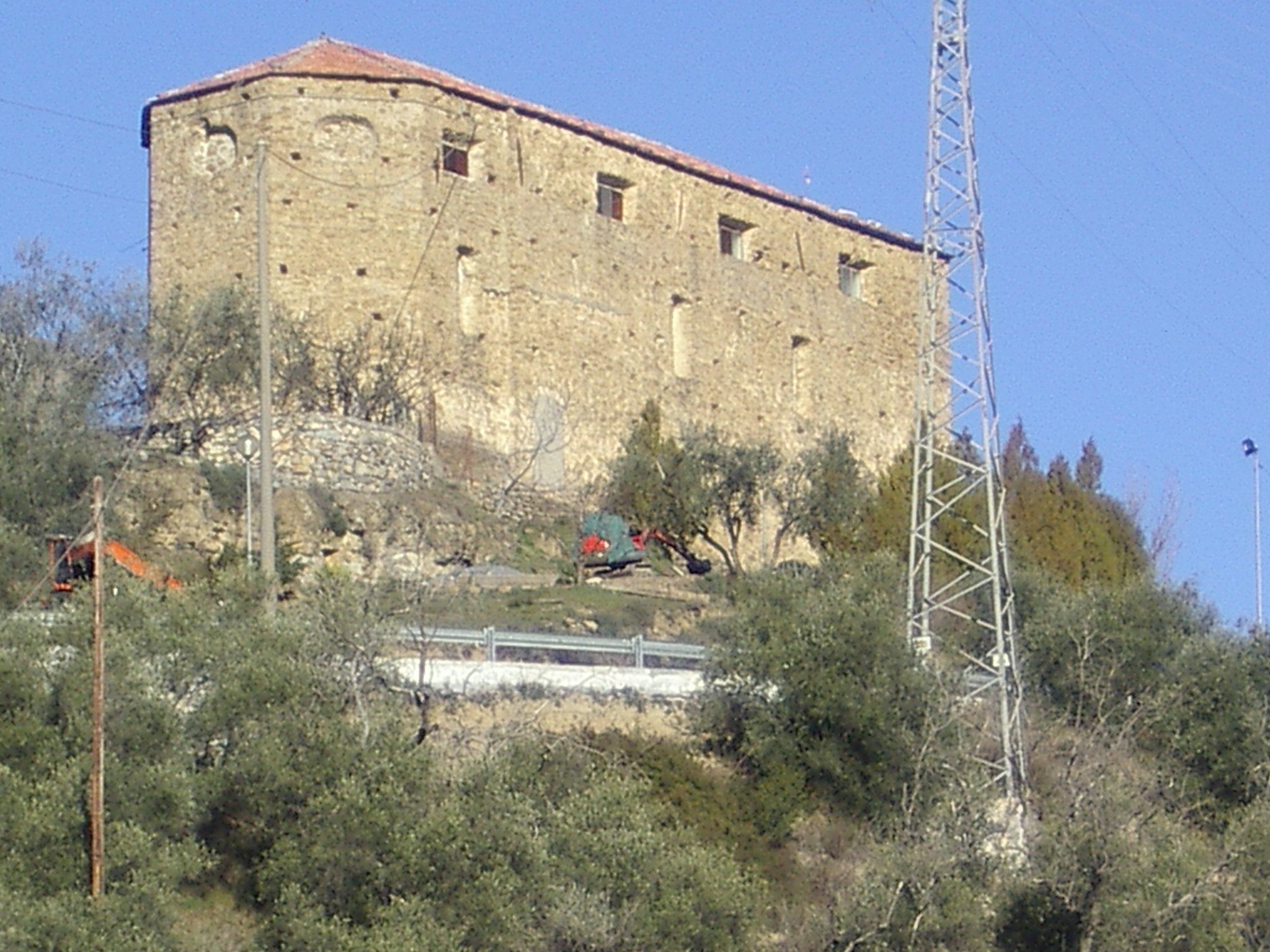
Il santuario di Nostra Signora della Visitazione

- Chiesetta di San Bartolomeo, di origine antichissima, sovrastante la frazione di Negi.
- Chiesa di Sant'Isidoro, edificata nella frazione di Suseneo.

## Società

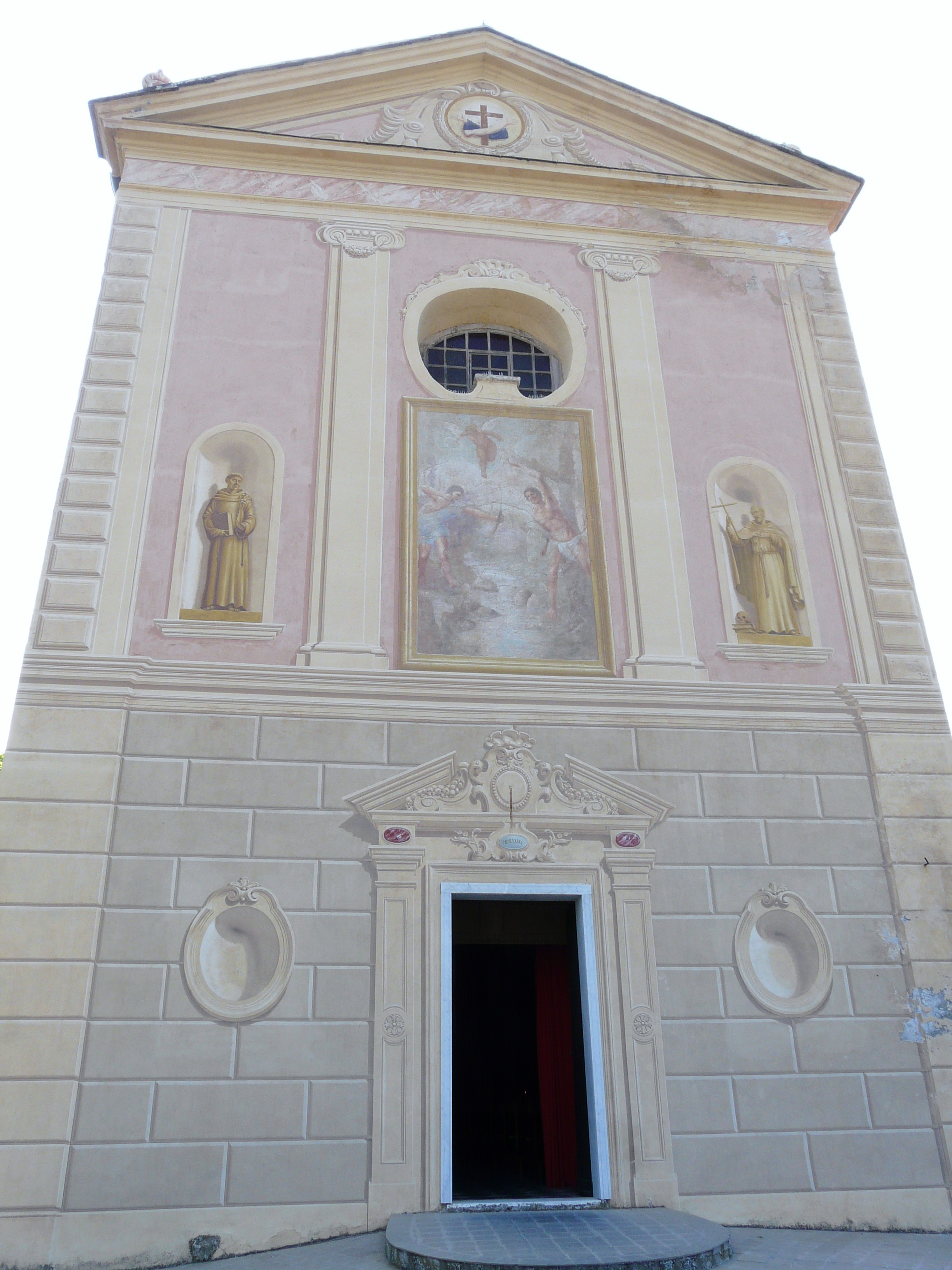
La chiesa di Sant'Antonio a Perinaldo

### Evoluzione demografica
Abitanti censiti

### Etnie e minoranze straniere
Secondo i dati Istat al 31 dicembre 2019, i cittadini stranieri residenti a Perinaldo sono 123, così suddivisi per nazionalità, elencando per le presenze più significative:
1. Romania, 29
2. Germania, 26
3. Francia, 20

## Cultura

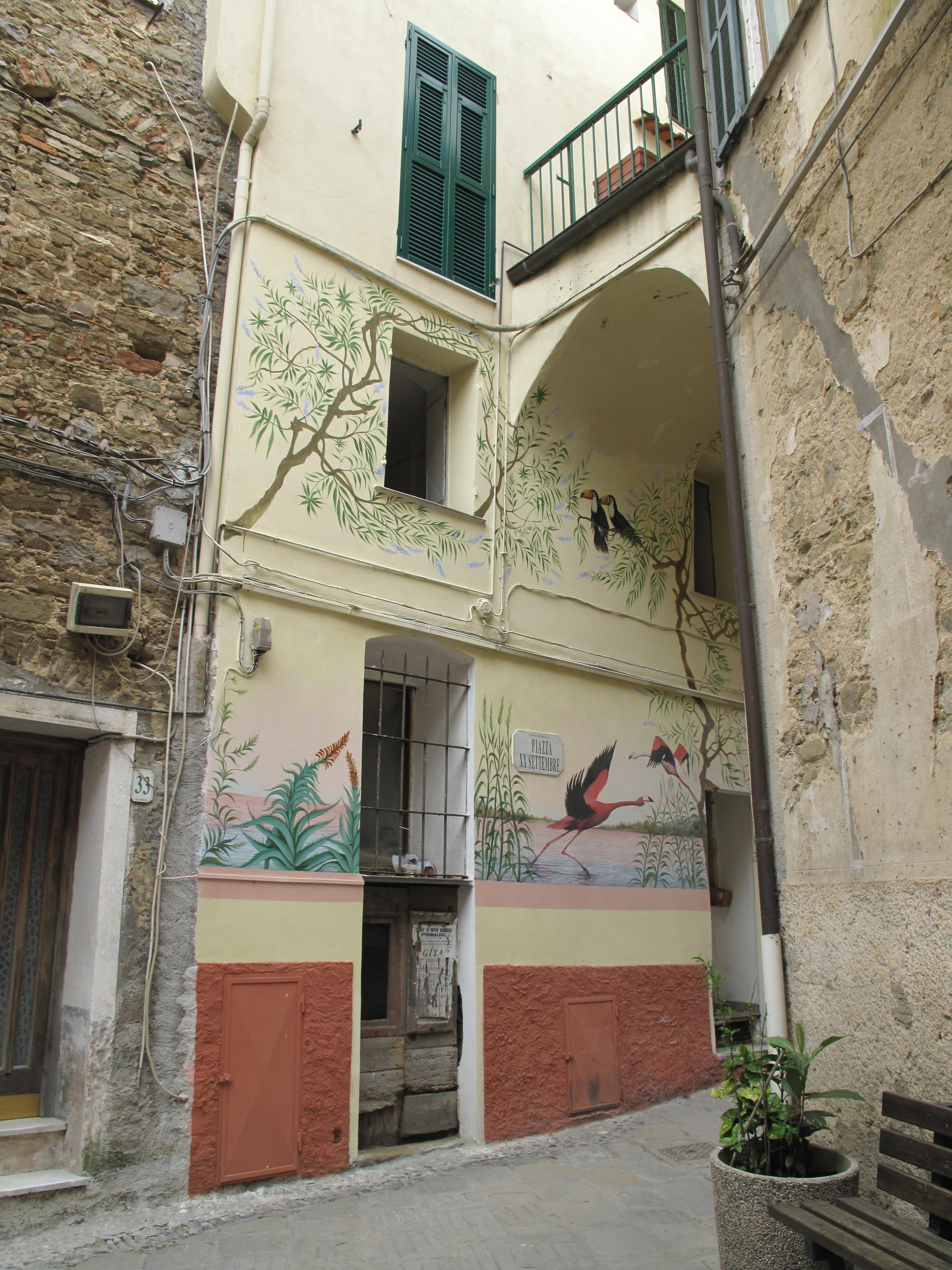
Una decorazione pittorica nel centro storico perinaldese

### Istruzione

#### Musei
- Museo "Giovanni Domenico Cassini", fondato nel 1997. La mostra permanente sulla storia e sugli studi dell'astronomo perinaldese è allestita nei locali del palazzo comunale, sottostanti l'osservatorio astronomico.
- Osservatorio astronomico comunale "Giovanni Domenico Cassini", fondato nel 1989. Il giorno 27 ottobre 2012 è stato consegnato al sindaco di Perinaldo il certificato relativo alla nomina dell'asteroide 7556 Perinaldo[27].

### Eventi
- Rassegna gastronomica del carciofo di Perinaldo e dell'olio extravergine di oliva taggiasca, a maggio, nel centro storico di Perinaldo. Si svolge dal 2006 ogni estate il Perinaldo Festival, un festival musicale.

### Cucina
Originario della Provenza, nel territorio di Perinaldo viene coltivato un locale carciofo, presidio Slowfood. Secondo la storia locale fu lo stesso Napoleone Bonaparte, durante il suo soggiorno presso una famiglia nobile di Perinaldo nella prima campagna d'Italia del 1796, a far conoscere l'ortaggio coltivato esclusivamente in Provenza e farne dono agli abitanti e coltivatori perinaldesi.

## Geografia antropica
Il territorio comunale è costituito, oltre al capoluogo, dalle due frazioni di Negi e Suseneo per una superficie territoriale di 20,3 km².
Confina a nord con il comune di Apricale, a sud con San Biagio della Cima, Soldano, Vallebona e Seborga, ad ovest con Apricale, Dolceacqua e San Biagio della Cima, e ad est con Apricale e Sanremo.

## Economia

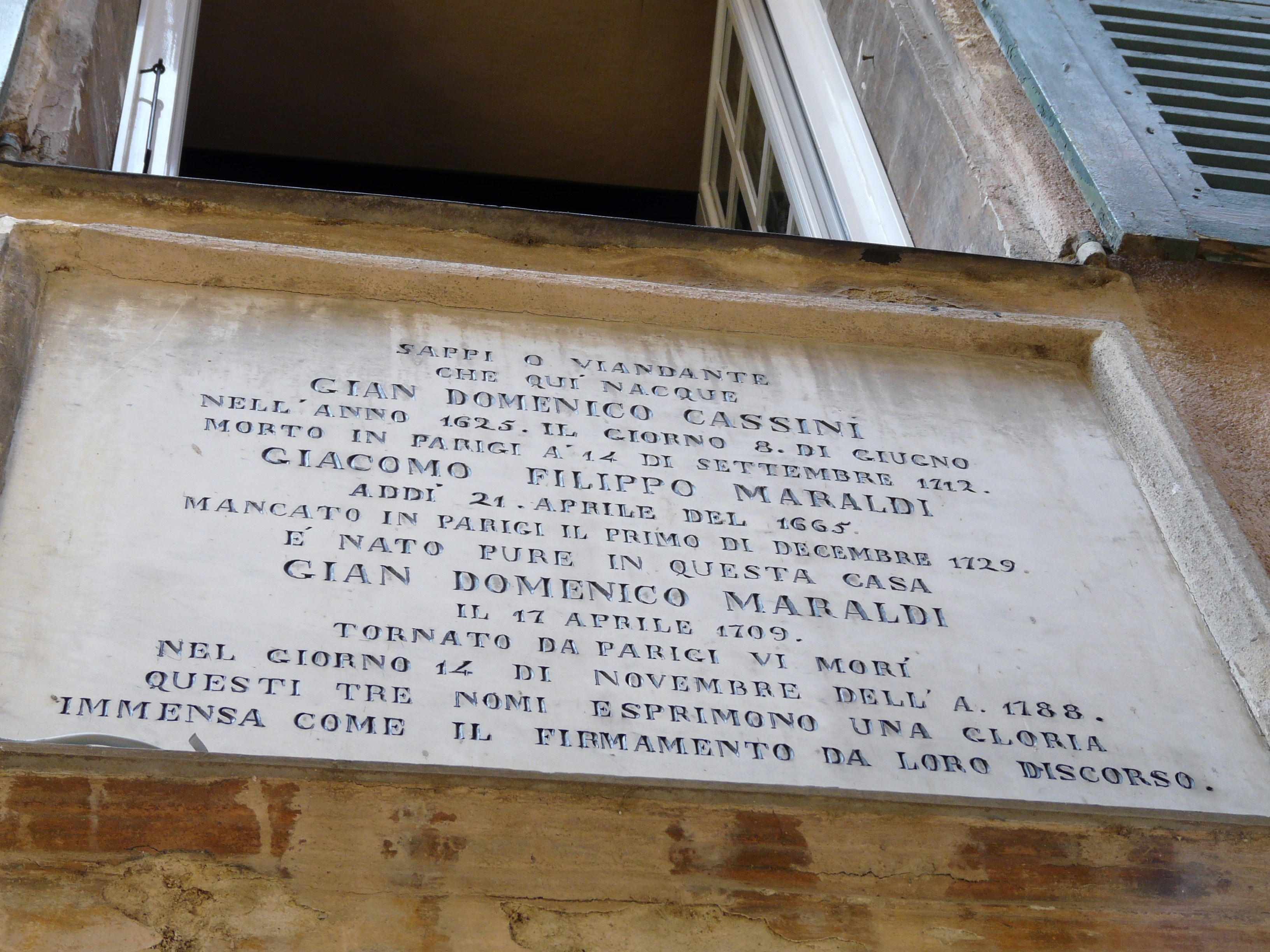
Targa del centro storico indicante la casa natale dei celebri astronomi perinaldesi

La principale risorsa economica del comune è l'attività legata all'agricoltura, specie la coltivazione dell'ulivo taggiasco e la sua produzione. Il comune è stato insignito nel 2015 della Bandiera arancione dal Touring Club Italiano.

## Infrastrutture e trasporti

### Strade
Il territorio di Perinaldo è attraversato da diverse strade provinciali: la SP 61 che collega il centro alla frazione sanremese di San Romolo; la SP 59 permette di raggiungere a sud il territorio di Soldano; la SP 62 per Dolceacqua.

## Sport
A Perinaldo esiste una squadra di calcio a 5, che prende il nome del piccolo paese e gioca nel campionato di Serie D ligure.

## Amministrazione

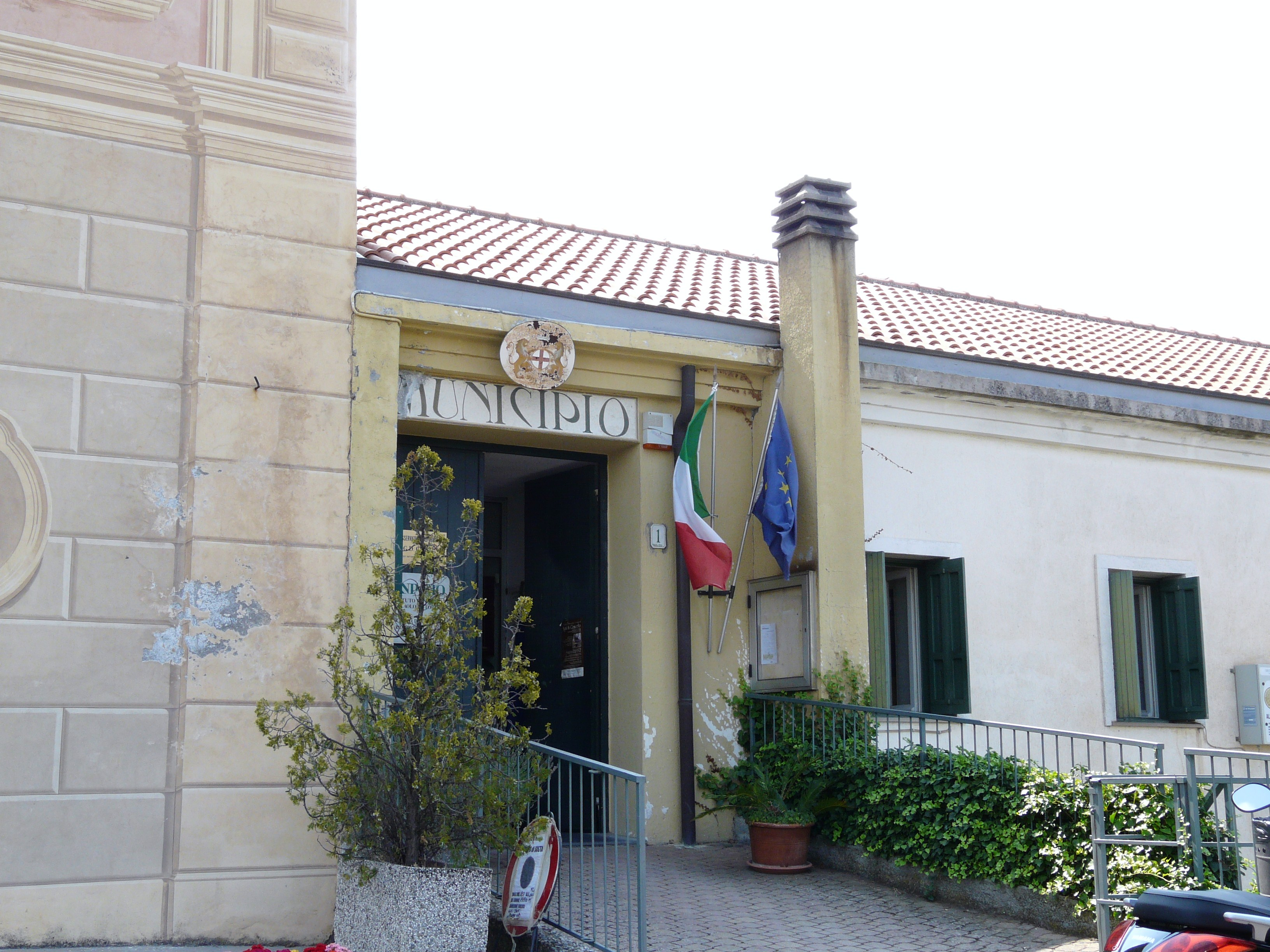
Il municipio

| Periodo           | Periodo           | Primo cittadino     | Partito                              | Carica         | Note    |
| ----------------- | ----------------- | ------------------- | ------------------------------------ | -------------- | ------- |
| 27 ottobre 1986   | 25 maggio 1990    | Francesco Guglielmi | Partito Comunista Italiano           | Sindaco        |         |
| 25 maggio 1990    | 24 novembre 1993  | Francesco Guglielmi | Partito Comunista Italiano           | Sindaco        | [ 31 ]  |
| 29 dicembre 1993  | 24 aprile 1995    | Renato Cane         | Partito Democratico della Sinistra   | Sindaco        |         |
| 24 aprile 1995    | 14 giugno 1999    | Renato Cane         | lista civica                         | Sindaco        |         |
| 14 giugno 1999    | 14 giugno 2004    | Francesco Guglielmi | lista civica                         | Sindaco        |         |
| 14 giugno 2004    | 3 febbraio 2005   | Francesco Guglielmi | lista civica                         | Sindaco        | [ 31 ]  |
| 9 febbraio 2005   | 5 aprile 2005     | Rosa Abussi         |                                      | Comm. straord. | [ 32 ]  |
| 5 aprile 2005     | 30 marzo 2010     | Patrizia Guglielmi  | lista civica                         | Sindaco        |         |
| 1 aprile 2010     | 1º giugno 2015    | Francesco Guglielmi | Viviamo Perinaldo (lista civica)     | Sindaco        |         |
| 1º giugno 2015    | 22 settembre 2020 | Francesco Guglielmi | Viviamo Perinaldo (lista civica)     | Sindaco        |         |
| 22 settembre 2020 | 10 gennaio 2022   | Vincenzo Di Donato  | Viviamo Perinaldo (lista civica)     | Sindaco        | Sindaco |
| 26 gennaio 2022   | 13 giugno 2022    | Rosa Abussi         |                                      | Comm. straord. | [ 33 ]  |
| 13 giugno 2022    | in carica         | Francesco Guglielmi | Insieme per Perinaldo (lista civica) | Sindaco        |         |